# Parvat
Parvat là một thị trấn thống kê (census town) của quận Surat thuộc bang Gujarat, Ấn Độ.

## Nhân khẩu
Theo điều tra dân số năm 2001 của Ấn Độ, Parvat có dân số 20.694 người. Phái nam chiếm 59% tổng số dân và phái nữ chiếm 41%. Parvat có tỷ lệ 64% biết đọc biết viết, cao hơn tỷ lệ trung bình toàn quốc là 59,5%: tỷ lệ cho phái nam là 71%, và tỷ lệ cho phái nữ là 53%. Tại Parvat, 15% dân số nhỏ hơn 6 tuổi.